# Clonaria minuta
Clonaria minuta är en insektsart som först beskrevs av Giglio-Tos 1910.  Clonaria minuta ingår i släktet Clonaria och familjen Diapheromeridae. Inga underarter finns listade i Catalogue of Life.